# Никитин, Владислав Алексеевич
Владислав Алексеевич Никитин (4 апреля 1997) — российский футболист, защитник.

## Биография
С семи лет в стал заниматься в петербургской команде «Невский завод». Первые три года играл на позиции нападающего, затем перешёл в школу «Смена». Тренер Алексей Юрьевич Тихомиров перевёл Никитина в защиту.
16 мая 2015 года в гостевом матче 28 тура первенства России против «Уфы» дебютировал в молодёжном составе «Зенита». До августа 2016 провёл 25 матчей, забил один гол в Молодёжном первенстве России и 8 игр в Юношеской лиге УЕФА. В феврале 2017 года перешёл в клуб чемпионата Литвы «Утенис», в составе которого дебютировал 12 марта в гостевом матче второго тура против «Жальгириса» (0:1). Первый мяч забил 1 июня в ворота «Атлантаса» (2:2).
С 2012 года играл в юношеской сборной России.